# Les Trois Mariages de Manolita
Les Trois Mariages de Manolita (en (es) Las tres bodas de Manolita) est un roman de l'écrivaine espagnole Almudena Grandes, publié en 2014 en Espagne et en 2016 en France. 
Il s'agit de la troisième livraison dans la série Épisodes d'une guerre interminable, après Inés et la joie et Le lecteur de Jules Verne (El lector de Julio Verne).

## Résumé
Dans le Madrid qui sort de la guerre civile espagnole, survivre est une bataille quotidienne. Le livre relate l'histoire de Manolita, une jeune fille de milieu modeste. Sa belle-mère et son père étant incarcérés, son frère Antonio recherché par la justice se cachant dans un tablao flamenco, elle doit s'occuper de sa soeur Isabel et de ses trois petits frères. Mais Antonio ne renonce pas à la résistance. Pour déchiffrer les instructions d'une machine à polycopier afin d'imprimer clandestinement la propagande communiste, Manolita doit rendre visite à Silverio, le seul parmi les camarades qui peut comprendre le fonctionnement des machines. Mais celui-ci est incarcéré dans la prison de Porlier, et Manolita va faire des démarches, moyennant des dessous-de-table, pour obtenir des rencontres, appelées "mariages" dans l'argot carcéral, avec Silverio pour qu'il lui transmette ses connaissances. 
Ils doivent en même temps se méfier d'une trahison prévisible de la part d'un infiltré du gouvernement, Roberto, surnommé Oreilles. Ce dernier est un personnage ayant réellement existé, Roberto Conesa.
Il s'agit d'un roman choral, aux nombreux personnages secondaires. Il reflète la misère de l'époque, la dureté de la répression, la situation difficile des homosexuels, mais aussi la solidarité qui tisse des liens jusque dans les queues pour visiter les prisonniers.